# 에드워드호

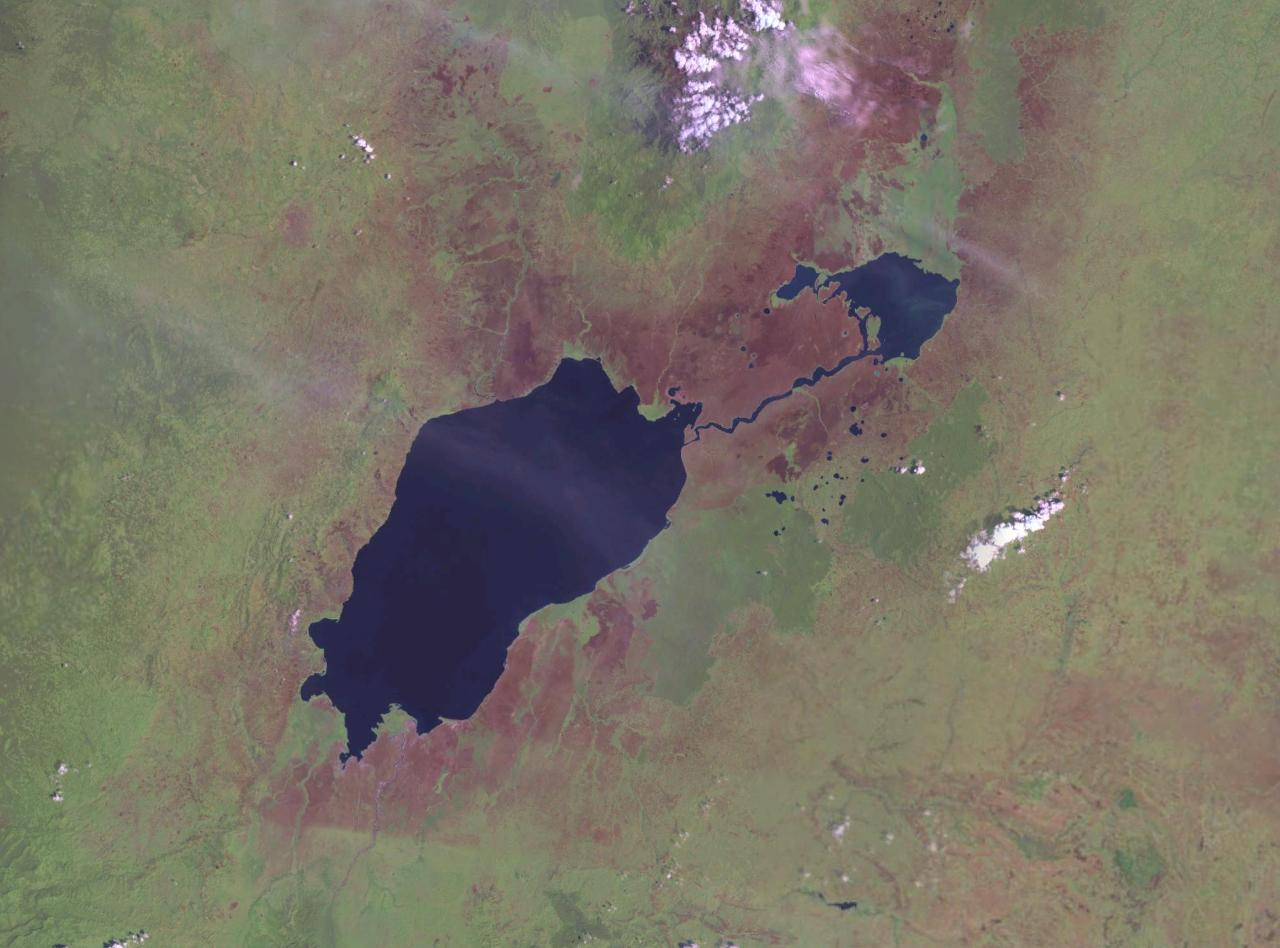
에드워드 호의 조지 호의 위성사진, 카징가 해협으로 연결되어 있다.

에드워드 호(Lake Edward, Edward Nyanza)는 아프리카 대호수가운데 가장 작은 호수이다. 적도의 바로 아래에 놓여 있다. 동아프리카 지구대에 속해 있으며 콩고 민주 공화국과 우간다와의 경계를 이루고 있다. "에드워드"라는 이름은 이 호수를 처음 발견한 헨리 스탠리가 당시 영국의 왕세자였던 에드워드(후에 에드워드 7세 즉위)의 이름을 따 지은 것이다.

## 역사
1875년 스탠리가 처음 이 호수를 발견했을 당시, 그는 이 호수를 앨버트호
의 일부분으로 착각하고 "비트라이스 만(Beatrice Gulf)"이라 명명했다. 1888년과 1889년 이지역을 다시 방문 스탠리는 이 호수가 앨버트호와는 독립된 호수라는 사실을 깨닿고 지금의 이름으로 개명했다.
1970년대, 우간다는 이 호수의 이름을 당시 우간다의 독재자 이디 아민의 이름을 따 "이디 아민 호(Lake Idi Amin, Lake Idi Amin Dada)"로 개명한다. 그러나 1979년 그가 정권에서 물러나자 호수의 이름은 다시 "에드워드 호"로 환원되었다.

## 지리
에드워드 호는 913m 고지에 있으며 길이 77km, 너비 42km의 호수이다. 북동쪽으로 조지 호라는 더 작은 호수와 연결되는데, 두 호수의 표면적은 2,500km2에 달한다. 루웬조리 강이 흘러드는 조지 호에서부터 강물은 32km의 카징가 해협을 흘러 루추루 강물이 유입되는 에드워드 호에 이른다. 에드워드 호의 물은 북쪽 셈리키 강을 통해 앨버트 호로 빠져나간다. 에드워드 호 북쪽과 남쪽은 낮은 평원이지만 동부와 서부의 대부분은 가파른 절벽이며, 북쪽에 4,800m가 넘는 루웬조리 산맥이 솟아 있는데, 활발한 화산 활동을 보이고 있다. 이 호수에는 물고기가 풍부하며 호숫가에서 사는 야생동물은 콩고 민주공화국의 비룽가 국립공원과 우간다의 루웬조리 국립공원에서 보호되고 있다.